# 윌리엄 스틸 (1821년)
윌리엄 스틸 (William Still, 1821년 10월 7일 – 1902년 7월 14일)는 지하철도라는 용어를 만들어낸 현저한 노예제 폐지론자이자 민권 운동가이며 펜실베이니아주에서 주요 지휘자들 중의 하나로서 수천명의 사람들이 자유를 얻고 노예화로부터 자리를 잡는 도움을 주었다.  자신의 인생을 통하여 스틸은 노예제를 폐지하는 뿐만 아니라 또한 민권과 함께 북부의 영토들에서 아프리카계 미국인들을 마련하기 위해서 싸웠다.  자유 추구자들과 스틸의 업적은 그의 발생의 본문 "지하철도"에서 문서화되었다.  스틸은 책이 "자기 계발 노력으로 인종을 격려할" 수 있었다는 것을 믿었다.

## 어린 시절
뉴저지주 벌링턴군에 있는 메드퍼드 근처에서 자유 흑인으로 레빈과 시드니 스틸에게 18명의 자녀들 중 막내로 태어났다.  그가 자신의 정식 출생일을 1821년 10월 7일로 주었어도 스틸은 1900년 인구 조사에 1819년 11월의 날짜로 마련하였다.  스틸은 손더스 그리핀에 의하여 소유된 메릴랜드주의 동부 해인에 있는 감자와 옥수수 농장에서 노예 노동자들로 지낸 사람들의 아들이었다.
윌리엄 스틸의 부친 레빈 스틸은 자신 소유의 자유를 구매할 수 있었으나 그의 부인 시드니 여사는 두번이나 노예제를 탈출해야 했다.  처음에 그녀는 자신의 4명의 가장 나이가 많은 자녀들을 데려와 탈출하였다.  하지만 그녀와 자녀들은 다시 잡혔고 노예제로 돌아왔다.  두번째에 시드니 여사는 탈출하여 2명의 딸들을 데려왔으나 2명의 아들들은 미시시피주에서 노예 상인들에게 팔렸다.  한번 가족이 뉴저지주에서 정착되면서 레빈은 자신들의 이름의 철자를 "스틸" (Still)로 바꾸었고 시드니는 새로운 이름 "채리티" (Charity)를 택하였다.
윌리엄 스틸의 어린 시절을 통하여 그는 그의 가족과 함께 그들의 농장에서 일하였고 또한 나무꾼으로서 직업을 찾기도 하였다.  스틸이 매우 적은 정식 교육을 받았어도 그는 읽고 쓰는 것을 배웠으며 다독에 의하여 자신을 가르쳤다.  스틸의 문학적 능력은 그가 현저한 노예제 폐지론자가 되고 전직적으로 노예가 된 사람들을 위하여 주창하는 도움을 주었다.

## 결혼 생활과 가족
1844년 23세의 나이에 스틸은 필라델피아로 이전하여 처음에 관리인으로서, 그러고나서 펜실베이니아주 노예제 반대 사회를 위하여 사무원으로 일하였다.  곧 그는 조직의 활동적인 회원이 되었고 1850년까지 그는 자유 추구자들을 돕는 데 설립된 위원회의 의장을 지냈다.
자신이 필라델피아에 있었던 동안 스틸은 레티티아 조지를 만나 결혼하였다.  1847년 자신들의 결혼에 이어 부부는 4명의 자녀를 두었는 데 미국에서 첫 아프리카계 미국인 여성 의사들 중의 하나였던 캐럴라인 매틸다 스틸, 필라델피아에서 현저한 아프리카계 미국인 변호사 윌리엄 윌버포스 스틸, 저널리스트이자 인쇄소의 주인 로버트 조지 스틸, 그리고 시인 프랜시스 왓킨스 하퍼의 이름을 딴 교육인 프랜시스 엘렌 스틸이다.

## 지하 철도
1844년과 1865년 사이에 스틸은 최소한 노예가 된 흑인들이 속박에서 타출하는 도움을 주었다.  스틸은 자유를 추구한 많은 노예가 된 흑인들, 남성과 여성 그리고 가족들을 면접하여 그들이 어디서 왔으며 그들이 만난 어려움들과 도중에 찾은 도움, 그들의 최종적 목적지 그리고 그들이 이전하는 데 이용한 가명들을 문서화하였다.
그의 면접들 중에 하나가 있던 동안 스틸은 자신들의 모친이 탈출했을 때 또다른 노예 상인들에게 팔렸던 자신의 형 피터를 의문하고 있었다는 것을 알아차렸다.  노예제 반대 사회와 자신의 시간 동안 스틸은 1,000명 이상의 전직 노예들의 함께 기록들을 놓아 1865년 노예제가 폐지되었을 때까지 숨겨진 정보를 알려주었다.
1850년 도망노예법의 통과와 함께 스틸은 입법을 회피하는 데 방향을 찾는 데 결성된 감시위원회의 의장으로 선출되었다.

## 아프리카계 미국인 시민 지도자
지하철도와 함께 자신의 업무가 비밀로 지켜져야 했던 이래 스틸은 노예들이 해방됐을 때까지 상당히 낮은 공개 프로필을 유지하였다.  그럼에 불구하고 그는 흑인 공동체의 상당히 저명한 지도자였다.  1855년 그는 전직적으로 노예가 된 사람들의 영토를 관찰하는 데 캐나다로 여행을 갔다.
1859년까지 스틸은 지방 신문에서 기사를 발간하면서 필라델피아의 대중 교통 시스템을 분리하는 데 싸우기 시작하였다.  이 노력에 많은이들에 의하여 스틸이 지지를 얻었어도 흑인 공동체의 어떤 일원들은 민권을 얻는 데 덜 관심이 있었다.  결과로서 스틸은 1867년 "도시 철도 차량에서 필라델피아의 유색 인종들의 권리를 위한 투쟁에 대한 간략한 설명"의 타이틀을 가진 팜플렛을 발간하였다.  로비 활동의 8년 후에 펜실베이니아주 입법부는 대중 교통의 인종적 분리를 끝내는 입법을 통과시켰다.
스틸은 또한 흑인 젊은이들을 위하여 기독교청년회의 결성자이며 해방인들의 원조위원회에서 활동적인 참석자였고 베리언 장로교회의 창립 일원이었다.  그는 노스필라델피아에서 선교 학교를 창립하는 도움을 주기도 하였다.

## 1865년 이후
1872년 노예제 폐지의 7년 후, 스틸은 "지하철도"라는 제목의 책에서 자신의 수집된 면접들을 발행하였다.  그 책은 1,000개 이상의 면접들을 포함하였고 800 페이지나 되었으며 이야기들을 영웅적이고 참혹하며 그것들은 노예제를 탈출하는 데 사람들이 얼마나 깊이 고통을 겪고 희생했는지를 보여준다.  현저하게 본문은 필라델피아에서 노예제 반대 운동이 주로 아프리카계 미국인들에 의하여 결성되고 유지되었던 사실을 강조하였다.
결과로서 스틸은 "지하철도의 아버지"로 알려지게 되었다.  그의 책에 스틸은 "우리는 인종을 지적으로 대표하는 데 유색인종 남성들의 펜들로부터 다양한 토픽들에 일이 매우 필요하다"고 말하였다.  "지하철도"의 발행은 노예제 폐지론자와 전직적으로 노예가 된 사람들로서 자신들의 역사를 문서화한 아프리카계 미국인들에 의하여 발행된 문학의 몸으로 중요하였다.
스틸의 책은 3판으로 출간되었고 지하철도에 가장 많이 유통된 본문으로 계속되었다.  1876년 스틸은 미국에서 노예화의 유산에 관하여 방문객들을 상기시키는 데 필라델피아 100년제 박람회에 책을 전시에 놓았다.  1870년대 후반까지 그는 5000에서 10,000권으로 측정된 복사들을 팔았다.  1883년 그는 자서전의 스케치를 포함한 3번째 확장판을 발행하였다.

## 기업인
노예제 폐지론자와 민권운동가로서 자신의 경력 동안 스틸은 숙고적인 개인적 부를 얻었다.  그는 청년으로서 필라델피아를 통하여 부동산을 구입하기 시작하였다.  이후에 그는 석탄 사업을 하였고 새것과 중고 스토브들을 파는 상점을 설립하였다.  그는 또한 자신의 책의 판매들로부터 수익금을 받았다.
자신의 책을 널리 알리는 데 스틸은 "자유가 목표인 곳을 얻을 수 있는 용기에 관한 조용한 예"의 수집으로서 자신이 묘사한 것을 파는 데 효율적이며 기업가적이고 대학 교육을 받은 판매의 조직망을 구축하였다.

## 사망
1902년 7월 14일 스틸은 80세의 나이에 심장병으로 사망하였다.  그는 콜링데일에 있는 역사적 아프리카계 미국인들의 매장지인 이든 묘지에 안장되었다.  스틸의 사망 기사에서 뉴욕 타임스는 그가 "'지하철도의 아버지'로서 국가를 통하여 알려진 자신의 인종의 최고로 교육을 받은 일원들 중의 하나"였다는 것을 썼다.